# كييل يوجينيو لاغيريد غارسيا
العميد الجنرال كجيل يوجينيو لاغيريد غارسيا (24 يناير 1930 - 9 ديسمبر 2009). كان رئيس غواتيمالا من 1 يوليو 1974 - 1 يوليو 1978. وكان ابن زوجين نرويجيين في غواتيمالا.
تلقى لاغيريد جزء من تدريبه العسكري في الولايات المتحدة، وحضور دروس في فورت بينينج، جورجيا، وفي كلية القيادة والأركان العامة، فورت ليفنوورث بولاية كنساس. شغل منصب مندوب غواتيمالا لمجلس الدفاع المشترك بين أمريكا بين عامي 1968 و1970.

## روابط خارجية
- كييل يوجينيو لاغيريد غارسيا على موقع الموسوعة البريطانية (الإنجليزية)
- كييل يوجينيو لاغيريد غارسيا على موقع مونزينجر (الألمانية)

- Capsule biography From Rulers.org; search for "Laugerud"
- Guatemala Memoria del Silencio Historical Clarification Commission (Guatemala's Truth Commission) on 1971-78 (in Spanish)
- New York Times: Kjell Eugenio Laugerud García, Leader of Guatemala During ’76 Quake, Dies at 79